# Пщивка
Пщивка (рос. Песчивка) — присілок в Опочецькому районі Псковської області Російської Федерації.
Населення становить 301 особу. Входить до складу муніципального утворення Пригородна волость.

## Історія
Від 2015 року входить до складу муніципального утворення Пригородна волость.

## Населення
| 2001 | 2002 | 2010 | 2012 | 2013 | 2014 | 2015 |
| ---- | ---- | ---- | ---- | ---- | ---- | ---- |
| 345  | ↘320 | ↘288 | ↗298 | ↘295 | ↗309 | ↗314 |
| 2016 |      |      |      |      |      |      |
| ↘301 |      |      |      |      |      |      |